# Турия (езеро)
Вижте пояснителната страница за други значения на Турия .
Турия е изкуствено езеро в Северна Македония. Намира се в Струмишката котловина, негов приток е река Турия. Разположен е на 16 километра от град Струмица. Общата площ на язовира е 1,6 km2, като е с дължина 4,5 km и широчина 500 метра. Водният обем е 48 млн. m3, който се използва за около 10 000 хектара обработваеми земи в Струмишкото поле.